# Малая Лука
Малая Лука (укр. Мала Лука) — село в Гримайловской поселковой общине Чортковского района Тернопольской области Украины.
До 2020 года входило в Гусятинский район.
Код КОАТУУ — 6121684501. Население по переписи 2001 года составляло 446 человек.

## Географическое положение
Село Малая Лука находится на правом берегу реки Збруч,
выше по течению на расстоянии в 1 км расположено село Фащевка,
ниже по течению на расстоянии в 3 км расположено село Кокошинцы,
на противоположном берегу — сёла Постоловка и Зайчики.

## История
- 1564 год — дата основания.

## Объекты социальной сферы
- Школа.
- Дом культуры.
- Фельдшерско-акушерский пункт.

## Достопримечательности
- Братская могила советских воинов.